# 布雷松
布雷松（法語：Bresson，法語發音：[bʁɛsɔ̃] ⓘ）是法国伊泽尔省的一个市镇，位于该省中部，省会格勒诺布尔市区以南，属于格勒诺布尔区。

## 地理
布雷松（45°8'11"N, 5°44'58"E）面积2.78 平方千米，位于法国奥弗涅-罗讷-阿尔卑斯大区伊泽尔省，该省份为法国东南部内陆省份，北起顺时针与安省、萨瓦省、上阿尔卑斯省、德龙省、阿尔代什省、卢瓦尔省和罗讷省。
与布雷松接壤的市镇（或旧市镇、城区）包括：布列和昂戈讷、埃希羅勒、埃邦、雅里。

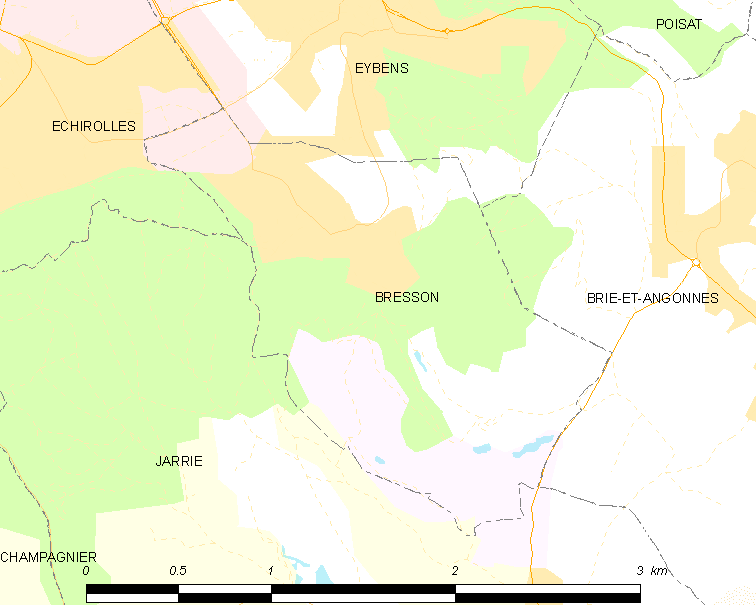
布雷松的OSM定位图

布雷松的时区为UTC+01:00、UTC+02:00（夏令时）。

## 行政
布雷松的邮政编码为38320，INSEE市镇编码为38057。

## 政治
布雷松所属的省级选区为埃希罗勒县。

## 人口

1962-2008年间布雷松人口变化图示

布雷松于2022年1月1日时的人口数量为671人。